# Тут нам жити
«Тут нам жити» — радянський кольоровий художній фільм 1972 року, знятий режисером Анатолієм Буковським на Кіностудії ім. О. Довженка.

## Сюжет
Фільм про нелегкі будні трудівників села.

## У ролях
- Микола Мерзлікін — Яків Чигирин
- Ніна Антонова — Катерина Богорад
- Борислав Брондуков — Петро
- Валентина Владимирова — Текля
- Костянтин Степанков — Мирон Коваль
- Микола Яковченко — Семен Шимрай
- Катерина Крупеннікова — Клавдія
- Федір Панасенко — Іван
- Микола Шутько — голова сільради
- Катерина Брондукова — епізод
- Майя Булгакова — епізод
- Віктор Маляревич — моряк
- Віктор Степаненко — Ярий
- Ірина Міцик — Ярина Коваль, студентка
- Микола Панасьєв — Борщ
- Микола Пішванов — Чумак
- Маргарита Янголь — Соломія
- Леонід Марченко — епізод
- Ніна Реус — епізод
- Сергій Буковський — епізод
- Юрій Ігнатенко — епізод
- Лев Перфілов — епізод
- Олександр Толстих — епізод
- Олена Фещенко — епізод
- Олеся Іванова — епізод

## Знімальна група
- Режисер — Анатолій Буковський
- Сценарист — Микола Зарудний
- Оператор — Ігор Бєляков
- Композитор — Олександр Білаш
- Художник — Віталій Шавель